# Либертинизам
Либертинизам (од лат. libertinus – ослобођеник) је нихилистичка филозофија и начин живота који негира норме прихваћене у друштву (пре свега моралне и етичке). Покрет је настао у првим деценијама 16. века међу научницима као изазов проповедницима верске, моралне и етичке рестаурације. Тренутно се израз „либерал“ повезује са имиџом „безбожног либерала“, али је његово негативно значење настало захваљујући идеолошким противницима; у свом изворном значењу појам означава слободоумног, неистомишљеника, слободоумца. Речник из 17. века дефинише особу посвећену либертинизму као безбожну према религији и сексуално изопачену. Међутим, баш као и онај „који мрзи ограничења, који следи своју природу не одступајући од поштења“.
Либертини (либертанци) у 17.-18. веку називани су присталицама слободног, хедонистичког морала. То су људи који се препуштају телесним задовољствима (или чак групној сексуалности), односно ово је манифестација слободе која надилази уобичајени морал. То су, по правилу, били представници највишег племства и њихове клијентеле, који су стварали тајне мреже пријатељстава заснованих на заједништву еротских укуса. У Француској је постојала посебна либертинска субкултура. Овај термин је међу првима применио Џон Калвин на активности холандске анабаптистичке секте, која је одбацила многе друштвене норме.
Временом је реч "слободњак" почела да означава слободу од ограничења, посебно друштвених, моралних и верских норми. Ова филозофија је стекла присталице у 18. и 19. веку у Француској и Енглеској. Значајан идеолог либертинизма био је Маркиз де Сад. Данас се либертинизам повезује са либертаријанизмом (што је нетачно), садомазохизмом, нихилизмом, слободном љубављу и сл.

## Манифестација либертинизма у 17. веку
Преиспитујући теорије грчког филозофа Епикура, можемо рећи да су прве идеје либертинизма рођене у 16. веку у Италији (Кардан, Парацелзус, Макијавели), а затим су се развиле у следећем веку захваљујући Гасендију. Потврђујући моралну аутономију човека пред религиозним ауторитетом (нарочито спекулативни аспект слободе ума), либертинизам је наставио да се развија у 18. веку у модерни облик критичког мишљења. Критикујући догматизам, либертинизам побија концепт филозофског система.
Следбеници либертинизма верују да је све у универзуму материја која постоји у складу са сопственим законима. Сматрају да је разумевање и свест о законима по којима свет постоји једини разлог који за многе негира концепт Творца. У политичком смислу, следбеници либертинизма верују да свештеници толеришу доминацију принчева над народима, емитујући људима мисли које им пријају, а такође стварају сујеверја. Конкретно, Падованска школа је представљала јединствен изазов за чуда и пророчанства тврдећи једноставно постојање природног детерминизма.
Иако је француска монархија заснована на божанском легитимитету, постоји јасна претња коју представљају појединци који желе да буду независни од било каквих верских или моралистичких ограничења која намећу Црква, држава или традиција.
Присталица филозофије либертинизма био је чувени енглески песник и драматург Рестаурације, миљеник краља Чарлса II, Џон Вилмот, 2. гроф од Рочестера, који се покајао и обратио Богу на самрти, коме је посвећен филм Лоренса Данмора „Libertine” (2004) .

## Либертанска књижевност 18. века
Немогуће је говорити о либертанској књижевности без подсећања на имена писаца као што су Кребилон, Сад или Лакло, који су припадали веку званом „просветитељство“. Међутим, може се рећи да су се „слободњаци“ појавили још у 16. веку, али се ова идеја о новој слободи није појавила у њиховим делима. Тако су историчари хуманизма били оптужени за „поквареност” њихових дела, што је довело у питање званичну верзију историје, која је често презирала монархију и њене најмоћније представнике.
У 18. веку, свако дело које промовише идеју либертинизма добило је потпуно нову димензију. У романима се најчешће јавља слобода мисли и деловања, које најчешће карактерише морал перверзност, себична потрага за задовољством, чак и самозадовољством. Главна дела као што су Лаклоове Лес Лиаисонс Дангероус и Кребион тхе Син'с Делусионс оф тхе Хеарт анд Минд увела су нове кодове, нови начин размишљања, писања и описивања феномена либертинизма. Живот у друштву представљен је као игра обмане, у којој се распуснути јунаци препуштају усавршавању нових културних кодова и стварању новог типа проблема. Завођење је сложена уметност која укључује изазов, жељу или самопоштовање. Жена је идентификована као жртва коју треба „преузети“, која релативно брзо подлеже, препуштајући се „ловцу“. Распусници често проналазе да протрате просветљења о сексуалности, цинизму, друштвено прихваћеном понашању намењена онима који ће успети у својим плановима. Правилно одабране речи и фразе, често двосмислене, али увек духовне, изазивају у нашој савременој свести асоцијацију на раскалашну литературу, односно распусну књижевност.

## Критика
У 20. веку, италијански мислилац Аугусто дел Ноче формулисао је концепт „масовног либертинизма“. Овај термин је служио да означи последњу фазу модерног, буржоаског материјализма, који је још разорнији по хришћанске вредности од историјског Марксовог материјализма. Први принцип савременог буржоаског друштва није атеизам као такав, који би остао нераскидиво повезан са теологијом коју је порицала, већ слом свих политичких идеологија и свих културних традиција. Овакав нихилизам се, од стране критичара преводи као „масовни либертинизам”, носилац „негативне слободе”, који је инструмент манипулације и поробљавања самих маса.